# (14707) 2000 CC20
(14707) 2000 CC20 è un asteroide troiano di Giove del campo greco. Scoperto nel 2000, presenta un'orbita caratterizzata da un semiasse maggiore pari a 5,252536 UA e da un'eccentricità di 0,043048, inclinata di 13,645318° rispetto all'eclittica. Ha un diametro di 25,942 km e un'albedo di 0,087.